# Bob Hamnett
Robert Hamnett (1889 – 1967) là một cầu thủ bóng đá người Anh thi đấu cho Stoke.

## Sự nghiệp
Hamnett sinh ra ở Manchester và bắt đầu sự nghiệp thi đấu cho Fenton ở Stoke-upon-Trent. Ông gia nhập Stoke mùa giải 1913–14 thi đấu 5 trận và ghi 2 bàn đều ở trong chiến thắng 2–1 trên sân khách của đội bóng Wales Mardy.

## Thống kê sự nghiệp
| Câu lạc bộ          | Mùa giải            | Giải vô địch | Giải vô địch | Cúp FA  | Cúp FA    | Tổng    | Tổng      |
| Câu lạc bộ          | Mùa giải            | Số trận      | Bàn thắng    | Số trận | Bàn thắng | Số trận | Bàn thắng |
| ------------------- | ------------------- | ------------ | ------------ | ------- | --------- | ------- | --------- |
| Stoke               | 1913–14             | 5            | 2            | 0       | 0         | 5       | 2         |
| Tổng cộng sự nghiệp | Tổng cộng sự nghiệp | 5            | 2            | 0       | 0         | 5       | 2         |